# São Sebastião (Rio Maior)
São Sebastião is een plaats (freguesia) in de Portugese gemeente Rio Maior en telt 564 inwoners (2001).